# Alfonso de Castro
Alfonso de Castro O. F. M. (Zamora, c. 1495 - Bruselas, Bélgica, 3 de febrero de 1558) fue un teólogo, jurista, consejero real y sacerdote franciscano español perteneciente a la llamada Escuela de Salamanca.

## Biografía
Alfonso de Castro ingresó en 1511 en el convento de San Francisco de Salamanca, perteneciente a la Provincia de Santiago. Estudió teología en Salamanca y en Alcalá de Henares.
Vuelto a Salamanca, enseñó teología por espacio de unos treinta años. También ocupó cargos de gobierno en su Orden y asistió al Capítulo general celebrado en Asís en 1526.
Aunque entregado a la cátedra y a la pluma, fue un consumado predicador, con fama de profundo, fogoso y elegante, tanto en España como en Europa, sobre todo donde había españoles: Países Bajos, Alemania, Francia y también Inglaterra con el dominico Bartolomé Carranza para restablecer la unidad de la Iglesia católica.
Fue predicador y consejero de la casa real. Los reyes de España lo enviaron al Concilio de Trento, en el que destacó como uno de sus principales teólogos. En 1530 acompañó a Carlos V cuando fue a Bolonia para ser coronado emperador, y en 1554 acompañó a Felipe II a Inglaterra cuando el monarca fue a contraer matrimonio con María Tudor. Felipe II lo propuso para la mitra de Santiago de Compostela, pero antes que llegaran las bulas pontificias, falleció en su convento de Bruselas el 3 de febrero de 1558.

## Obras
Alfonso de Castro publicó obras importantes, editadas repetidas veces, en las que muestra una gran entereza e independencia de criterio ante autores y escuelas.
Su primera y principal obra es Adversus omnes haereses, París 1534, en la que enumera y refuta cuantas herejías han surgido en la Iglesia desde el tiempo de los apóstoles.
Destaca también De iusta haereticorum punitione, Salamanca 1547, en la que, desde la teología y el derecho, trata de fijar el justo medio entre la condena ciega y vengativa del hereje y la condescendencia laxa y cobarde ante el mismo. Expone los caminos para devolverlo a la fe, las penas del «contumaz» y las causas socioreligiosas de las herejías.
De potestate legis poenalis, Salamanca 1550, es la obra por la que es considerado como uno de los fundadores del «Derecho de Gentes» y de la ciencia del derecho penal; de manera sistemática expone la naturaleza y fin de la pena, y su relación con el delito, doctrina que aplica a las leyes penales que, para él, obligan en conciencia.
También publicó homilías sobre salmos y escribió informes o dictámenes sobre cuestiones teológicas o jurídicas que le propusieron el Rey o el Concilio, como la validez del matrimonio de Enrique VIII de Inglaterra con la reina Catalina de Aragón, temas referentes a problemas de América, intervenciones en el Concilio (Biblia y Tradición, pecado original, justificación, oblación de Cristo en la Cena pascual), etc.